# Kouign-amann
Kouign-amann (pronunțat [ˌkwiɲ aˈmãn]; pl. kouignoù-amann) este un desert breton, descris în New York Times drept „cel mai gras produs de patiserie din toată Europa”. Numele provine din cuvintele din limba bretonă pentru tort (kouign) și unt (amann). Aceasta este o prăjitură rotundă, multi-stratificată, inițial preparată cu aluat de pâine (în zilele noastre, uneori, cu aluat de patiserie), care conține straturi pliate de unt și zahăr, similar cu foitajul, deși cu mai puține straturi. Prăjitura este coaptă încet, până când untul umflă aluatul (ceea ce duce la structura sa stratificată), iar zahărul se caramelizează. Produsul final este similar cu un croissant caramelizat în formă de brioșă.

## Istoric
Kouign-amann este o specialitate a orașului Douarnenez din Finistère, Bretania, unde a fost inventat în jurul anului 1860. Invenția este atribuită lui Yves-René Scordia (1828-1878).

## Rețetă

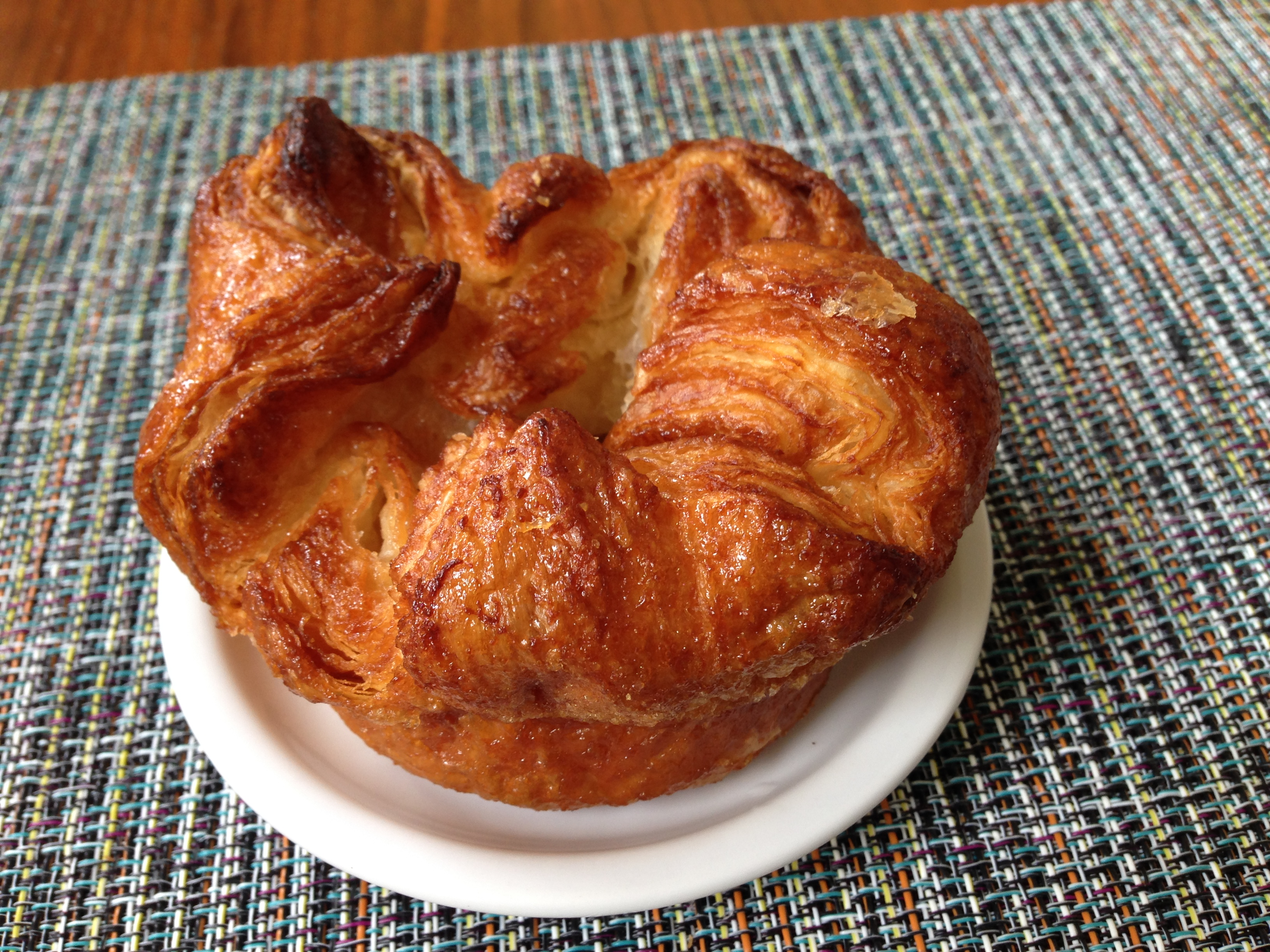
Porție individuală

Rețeta strictă din Douarnenez necesită un raport de 40 la sută aluat, 30 la sută unt și 30 la sută zahăr. În mod tradițional, kouign-amann este copt ca un tort mare, tăiat și servit în felii, deși recent, mai ales în America de Nord, porțiile individuale sub formă de brioșe (kouignettes) au devenit mai populare.  
Numele provine de la cuvintele din limba bretonă pentru tort (kouign) și unt (amann). Echivalentul galez este din punct de vedere etimologic identic, cacan menyn, literalmente „tort (de) unt”.

## Popularitate
În 2014, episodul 7 din sezonul 5 al Great British Bake Off  de pe BBC a cuprins o probă de preparat kouign amann. În 2015, unele brutării din New York, Washington D.C., Boston, Salt Lake City, San Francisco, Montréal, Ottawa și Vancouver au început să vândă acest produs de patiserie. Patiseria Dominique Ansel, cea care a inventat cronut, vinde o versiune de kouign amann numită DKA. 